# Diouma Dieng Diakhaté
Pour les articles homonymes, voir Diakhaté.
Diouma Dieng Diakhaté est une styliste sénégalaise née le 3 décembre 1947 à Rufisque.

## Biographie
Elle dirige son propre atelier de confection, Shalimar Couture, et parmi ses clients se trouvent de nombreux chefs d’États africains et leurs épouses. 
En 2012, elle crée la surprise en se déclarant candidate à l'élection présidentielle. Elle termine à la dernière position du premier tour, en ne recueillant que 0,12 % des voix.

## Hommages
En 2008, le chanteur congolais Koffi Olomidé lui dédie sa chanson Festival. En 2015, Fally Ipupa lui dédie également une chanson.